# هان سانغ وون
هان سانغ وون (30 مايو 1986 بتيبيك في كوريا الجنوبية - ) هو لاعب كرة قدم كوري جنوبي في مركز الهجوم. شارك مع منتخب كوريا الجنوبية لكرة القدم. أما مع النوادي، فقد لعب مع جوبيلو إيواتا ونادي أولسان هيونداي ونادي بوسان أي بارك ونادي سونغنام ونادي سانغجو ‏.

## روابط خارجية
- هان سانغ وون على موقع رابطة كرة القدم اليابانية للمحترفين (اليابانية)
- هان سانغ وون على موقع دوري كوريا الجنوبية (الإنجليزية)
- هان سانغ وون على موقع قاعدة بيانات كرة القدم.إي يو (الإنجليزية)
- هان سانغ وون على موقع ناشيونال فوتبول تيمز (الإنجليزية)
- هان سانغ وون على موقع Soccerway.com (الإنجليزية)